# Куроярви (озеро, Костомукшский городской округ)
Куроярви (Куро-ярви) — пресноводное озеро на территории Костомукшского городского округа Республики Карелии.

## Общие сведения
Площадь озера — 1 км². Располагается на высоте 151,4 метров над уровнем моря.
Форма озера лопастная, подковообразная, продолговатая: оно вытянуто с запада на восток. Берега каменисто-песчаные, местами заболоченные.
Через озеро протекает река Кенто, впадающая в озеро Юляярви, которое протокой сообщается с озером Алаярви. Воды из последнего через протоку Ельмане уже втекают в озеро Среднее Куйто.
В озере расположено не менее трёх небольших безымянных островов.
Код объекта в государственном водном реестре — 02020000811102000004753.